# Dietmar Panske

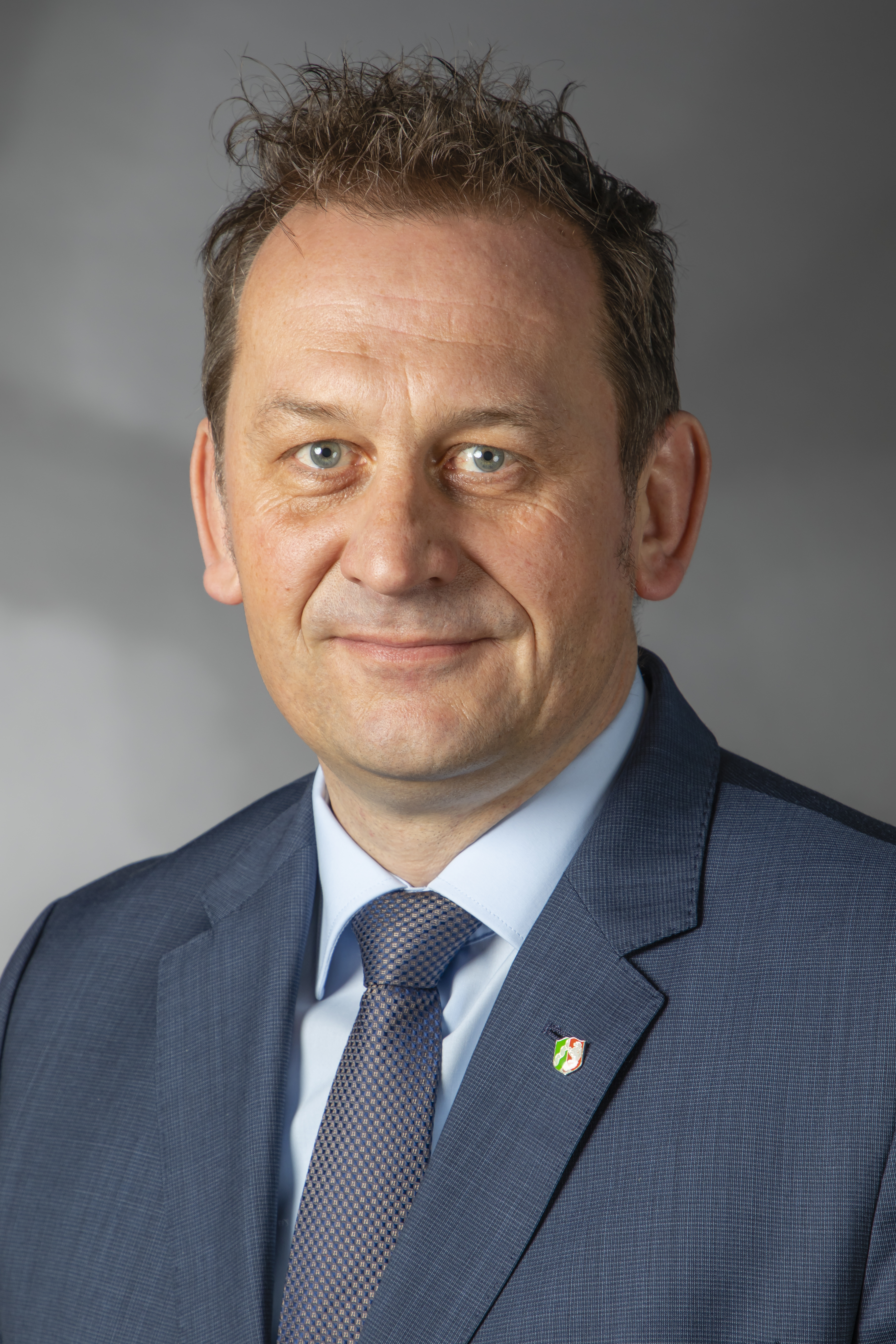
Dietmar Panske, 2019

Dietmar Panske (* 6. Februar 1967 in Greven; † 1. Juli 2025) war ein deutscher Politiker der CDU. Er war von 2017 bis zu seinem Tod Abgeordneter im Landtag von Nordrhein-Westfalen.

## Leben
Nach der Fachhochschulreife 1985 absolvierte Panske eine Ausbildung als Verwaltungsfachangestellter. Seinen erlernten Beruf übte er bis 1989 aus, als er sich als Soldat auf Zeit bei der Bundeswehr verpflichten ließ. Von 1997 bis 1999 besuchte er die Fachschule des Heeres für Wirtschaft in Darmstadt mit Abschluss als staatlich geprüfter Betriebswirt. Von 1999 bis 2000 folgte die Offiziersausbildung. Danach arbeitete er bis 2015 in verschiedenen Aufgabenbereichen in der Personalgewinnung und Personalauswahl der Streitkräfte und der zivilen Bundeswehrverwaltung, zuletzt als Regionalleiter Personalgewinnung für Nordrhein-Westfalen. Von 2015 bis 2017 war er als Inspektionschef beim Bundessprachenamt in Münster tätig.
Panske war verheiratet und Vater zweier Kinder. Er starb Anfang Juli 2025 an Leukämie.

## Politik
Panske war ab 2008 Mitglied der CDU. Von 2011 bis 2019 war er Vorsitzender des CDU-Gemeindeverbandes Ascheberg – Herbern – Davensberg. Seit 2015 war Panske stellvertretender Vorsitzender des CDU-Kreisverbandes Coesfeld. Dem Rat der Gemeinde Ascheberg gehörte er von 2009 bis 2022 an und war dort von 2015 bis 2017 stellvertretender Vorsitzender der CDU-Ratsfraktion.
Bei der Landtagswahl im Mai 2017 wurde Panske zum ersten Mal als Direktkandidat der CDU über den Wahlkreis 80 (Coesfeld II) in den Landtag von Nordrhein-Westfalen gewählt. Das Direktmandat gewann er mit 49,6 % der Erststimmen. Bei der Landtagswahl im Mai 2022 wurde er mit 47,6 % der Erststimmen wiedergewählt. Nach seinem Tod Anfang Juli 2025 rückte Petra Vogt für ihn in den Landtag nach.
Im Landtag war er Mitglied des Innenausschusses sowie Sprecher der CDU-Fraktion im Ausschuss für Integration und Flucht. Darüber hinaus war Panske Vorsitzender im Parlamentarischen Untersuchungsausschuss I („Kindesmissbrauch“). Außerdem war er stellvertretendes Mitglied im Sportausschuss sowie im Ausschuss für Umwelt-, Natur- und Verbraucherschutz, Landwirtschaft, Forsten und ländliche Räume. Des Weiteren war Panske Bezirkssprecher der CDU-Landtagsabgeordneten des Münsterlandes.